# 東學
東 學（あずま がく、1963年12月9日 - ）は、日本の画家、アートディレクターである。

## 人物
1963年、京都生まれ。父は扇絵師である東笙蒼。幼い頃から絵筆に親しむ。
アメリカ合衆国のハイスクール時代に描いた『フランス人形』はニューヨークのメトロポリタン美術館に永久保存されている。
20歳でグラフィックデザイナー・アートディレクターとしての頭角を現し、主に舞台やテレビ、音楽関係などのグラフィックワークを手がける。

## 経歴
1963年
- 京都生まれ。父は扇絵師である東笙蒼。幼い頃から絵筆に親しむ。

1977年
- カリフォルニア州サンタクララハイスクールに留学。

1978年
- サンノゼタイムス主催絵画コンクールにてグランプリ受賞。作品：＜夏の少女＞

1980年
- カリフォルニア州絵画コンクールにてグランプリ受賞。作品：＜フランス人形＞
- 同作品はニューヨーク・メトロポリタン美術館に永久保存される。

1981年
- 帰国。創造社デザイン専門学校イラストレーション科入学。

1982年
- 処女個展［onna bakkari］（メディアスタジオ）

1983年
- 広告プロダクション“AC”にデザイナーとして入社。

1986年
- 第2回個展［onna darake］（works地団駄）

1989年
- 劇団そとばこまち専属宣伝美術に。ポスターや舞台美術を手がける。

1991年
- 第3回個展［Scream Machine］（大阪天満・ギャラリースプーン）

1993年
- アトリエを構える。
- 劇団上海太郎舞踏公司専属宣伝美術に。
- 劇団新天地専属宣伝美術に。
- 第4回個展［奇妙な果実］（大阪天満・ギャラリースプーン）

1994年
- AC退社。
- クリエイティブプロダクション“Az inc.”設立。

1995年
- グラフィックポスター展「THE ERORIST］（大阪・現代美術センター）

1996年
- ブルースシンガーあずみけいこの宣伝美術に。

1997年
- 第5回個展［THE ROOM］（大阪・ギャラリー ブルーナイル）
- 劇作家：松本雄吉にアートワークを認められ維新派の宣伝美術に就任。
- 劇団維新派『南風』のポスターをトータルディレクション&デザイン。
- ミュージシャン有山じゅんじCD『あした元気になれ』ジャケット制作。
- 毎日放送ハイビジョン番組『ポートレート』の映像ディレクションにて、財団法人日本産業デザイン振興会主催のグッドデザイン賞・特別賞を受賞。

1998年
- 劇団維新派『王國』のポスターをディレクション&デザイン。
- 木村充揮（憂歌団）&有山じゅんじのCD『木村くんと有山くん』のジャケット制作

2001年
- 株式会社一八八に入社
- グループ展 Project 629 #1［WOMB］（大阪・ギャラリー ブルーナイル）

2002年
- グループ展 Project 629 #2［SPERM］（大阪・道頓堀倉庫SUMISO）

2003年
- グループ展 Project 629 #3［FERTILIZATION］（大阪天王寺FESTIVALGATE および 目黒雅叙園）
- 森田恭通プロデュースのニューヨーク高級ジャパニーズレストラン "MEGU" にて装飾絵画（墨絵を中心にした浮世絵シリーズ）を製作。

2004年
- グループ展 Project 629 #4［IMPLANTATION］（大阪堀江・minascapes）
- 二人展 ［朱夏］（奈良室生村 ギャラリー夢雲）
- 『ジャパンアヴァンギャルド～アングラ演劇傑作ポスター100』（PARCO出版）の装丁

2005年
- 二人展 ［黒い図鑑］（大阪千日前 ギャラリーかのこ）
- 個展 Project 629 #5［CORE］（大阪千日前・art space 188WOMB）
- 鉄秀×東 學 「麒舞羅」 大阪市長賞受賞展示 （大阪湾岸ギャラリーCASO）
- 『林静一　傑作画集　少女編　淋しかったからくちづけしたの』（PARCO出版）の装丁

2006年
- グループ展 Project 629 #6［BLOOD］（大阪湾岸ギャラリーCASO）
- 森田恭通プロデュースのニューヨーク高級ジャパニーズレストラン "MEGU" の2号店（トランプタワー店）の装飾絵図を手がける。

2007年
- グループ展 Project 629 #6「GENOME」グラフィックアート作品（大阪難波・ROCKETS）
- 二人展 ［朱夏 弐］（奈良室生村 ギャラリー夢雲）
- 個展 「天妖」東學墨画展　（渋谷・ポスターハリスギャラリー）

2008年
- 東學墨画集「天妖」 PARCO出版よりリリース
- 「天妖」東學墨画パネル展（新宿・紀伊国屋書店／新宿南店6F）
- 個展 Project 629 #8「specialization」東學出版記念展　（大阪梅田・HEP HALL）
- 個展 「天妖　其之弐」東學墨画展　（渋谷・ポスターハリスギャラリー）

2009年
- 個展 「天妖　其之参」東學墨画展　（渋谷・ポスターハリスギャラリー）
- グループ展 Project 629 #6「OVURATION」天妖花戦　（大阪天満・アートコートギャラリー）:
- グループ展 「黒き血の宴～モノクローム絵画展～」　（大阪西天満・ギャラリーedge）
- 二人展 ［朱夏 Ⅲ］（奈良室生村 ギャラリー夢雲）
- 塔山郁　『705号室　ホテル奇談』（宝島社）の表紙画
- 鬼束ちひろ　シングル「陽炎」のCDジャケット画